# Солонець-Тузли
Солонець-Тузли — грязево-сольове озеро розташоване біля узбережжя Чорного моря, в зоні відпочинку села Рибаківка Миколаївській області. Зверху сіль — біла, під нею — рожева. Грязь і сіль озера мають лікувальні властивості, це підтверджує аналіз Українського науково-дослідного інституту дитячої курортології та фізіотерапії. Площа водяної гладі постійно змінюється, іноді повністю пересихає. На цьому озері, на сольових промислах працював Максим Горький. Саме тут відбувається дія його автобіографічного оповідання «На солі». Разом з Тилігульським і Березанським лимани, територія озера Солонець-Тузли визначена як територія, важливі для збереження кількісного різноманіття та видового багатства птахів (Important Bird Area території)
На озері є дамба в його вузькій частині.